# Egoli Air
Egoli Air — южноафриканская авиакомпания со штаб-квартирой в Йоханнесбурге (ЮАР), осуществляющая чартерные пассажирские и грузовые перевозки внутри страны и за её пределами.
Портом приписки авиакомпании и её главным транзитным узлом (хабом) является Международный аэропорт имени О. Р. Тамбо в Йоханнесбурге.

## История
Авиакомпания Million Air Charter была образована в начале 1996 года и начала операционную деятельность в июне того же года. В марте 2004 года компания не смогла найти финансовые средства на погашение накопившихся долгов, в результате чего была ликвидирована по банкротству. В следующему году авиакомпания возобновила свою деятельность под новым названием Egoli Air.
Авиаперевозчик находится в частной собственности бизнесменов Дж. Кларка и Си. Талеви.

## Флот
По состоянию на март 2007 года воздушный флот авиакомпании Egoli Air составляли следующие самолёты:
- 2 Антонов Ан-32
- 2 Антонов Ан-32B